# Liu Yinghui
Liu Yinghui (chiń. upr. 刘瑛慧; chiń. trad. 劉瑛慧; pinyin Liú Yīnghuì; ur. 29 czerwca 1978) – chińska lekkoatletka, młociarka.

## Osiągnięcia
- srebrny medal igrzysk azjatyckich (Pusan 2002)
- złoto Uniwersjady (Daegu 2003), podczas następnej Uniwersjady (Izmir 2005) Yinghui sięgnęła po srebro
- srebrny medal mistrzostw Azji (Manila 2003)

W 2004 reprezentowała Chiny na igrzyskach olimpijskich w Atenach, gdzie zajęła 14. miejsce w eliminacjach, nie kwalifikując się do finału (do awansu zabrakło jej 15 centymetrów).

## Rekordy życiowe
- rzut młotem - 72.51 (2005)